# 童之伟
童之伟（1954年7月—），武汉人，是中国宪法学者，武汉大学法学博士以及华东政法大学教授。

## 经历
童之伟先后在武汉大学法学院、中南财经政法大学、上海交通大学法学院、华东政法大学任教，并曾担任《法商研究》杂志副主编、主编，现为《法学》月刊总编，中国法学会宪法学研究会副会长。

## 觀點
其从另一条思路总结了中国20世纪“法本位”的大讨论，并升华出自己的“法权”本位学说，——即在中文词“权利”与“权力”间抽象出“权（quan）”一现象，并将之与其背后所含社会内容——利益，经济内容——财产联系起来，以法权为本位、逻辑起点，以馬克思主義曆史唯物主義为方法论，以中国当下社会经济文化政治发展为研究对象，以促进社会发展为最高目的而形成的一套解释法现象的法学学说。
2022年5月上海封城期間，童之偉在新浪微博上發表一篇標題為《对上海新冠防疫两措施的法律意见》的署名文章，表示街道辦、居委會人員及派出所人員將民眾強制送往方艙隔離、強行進入民宅消毒等舉措為非法行為，相關人員聲稱是根據人民政府「緊急狀態」的命令屬於信口開河及曲解法律，因為根據中華人民共和國憲法第89條第16款只有全國人大常委會及國務院可宣布上海市或上海市部分地區進入緊急狀態，但上海市沒有任何地區被依法決定進入「緊急狀態」，而除了全國人大常委會及國務院外沒有任何組織或官員有權決定上海市進入「緊急狀態」，所以相關人員自行宣告「緊急狀態」及對居民採取強制措施都是違法及應該停止，否則會造成法制災難。童還認為當病毒毒性不強時應防止過度防疫。很快他的文章被刪除，新浪微博被禁言，過往的7000篇微博全部消失。